# Simay István
Simay István (Szalacs, 1833. július 10. – Abbázia, 1910. július 8.) az 1848/49-es forradalom és szabadságharc honvédje, tanár, pedagógiai író, tankönyvíró.

## Életútja és munkássága
„ Őszinte lélek lakott ebben az emberben, s aki látta őt, az egykori negyvennyolcas közhonvédet öreg bajtársainak körében, úgy vélte, hogy a nagyidőknek egy aranyzománcos lapja elevenedett meg"- írta. az Arad és Vidéke 1910 júliusában.
Simay István 16 évesen, a szabadságharc általános lelkesedésében, hazafias kötelességből állt be a seregbe. Anyja özvegy Rhédey grófnő fogadott leánya volt, elemi oktatását tőle és Szalacson kapta. Tízéves korában árva gyerekként a nagyváradi „Salamon árvaházba” jutott, katolikus papok nevelték, középiskolai tanulmányait Nagyváradon végezte, s Aradon érettségizett. A szabadságharcban közhonvédként szolgált, majd Zsibónál tette le a fegyvert. Egy ideig bujdosott, majd segédjegyzőként, később segédtanítóként tengette életét.
1852-ben Érkeserűben kapott tanítói állást, melyet utóbb az álmosdi tanítósággá cserélt fel. Innen 1853-ban Szatmárra került, ott a tanítóképző tanfolyamot két év alatt elvégezte, s az ottani árvaházban vállalt állást.
1855-58 között Nagyváradon újból a tanítóképző tanfolyamot hallgatta, főtanítói oklevelet szerzett. 1858-ban Oravicára ment német nyelvet tanulni. 1859-ben Nagyváradon helyettes tanító, ahonnan Gyulára nevezte ki őt a helytartótanács. Kilencévi munka után került Aradra, ahol 1872-ben az újonnan alapított polgári iskolánál lett tanár. 1878-ban már igazgató, majd 1889-től a város közgyűlése a szervezett iskolafelügyelői állásra választotta meg. Egy év múlva a város tanácsosa, és 1870-ben egyik alapítója az Aradi Vidéki Tanítóegyletnek, mely első elnökéül őt választották meg. A magyar kormány és Arad városa többször elismerésben részesítette.
1862-től tagja volt a Magyar Természettudományi Társulatnak. 1867 augusztusában nősült meg Gyulán, felesége egy ottani közbirtokos, Prag Albin, Anna leánya volt. Nyolc gyermekük született, akik közül öt érte meg a felnőttkort.
Tankönyvíróként is fontos szerepet játszott a 19. század második felének aradi közoktatásában. Az utókor azonban nem annyira pedagógusként tartja számon, hanem a Simay-gőzfürdő létrehozójaként, tulajdonosaként és az aradi 1849-49-es honvédegylet elnökeként, valamint az országos honvédegyletek szövetségének tiszteletbeli elnökeként. Nem akármilyen személyiség lehetett, ha a szabadságharc egyszerű közkatonáját a vértanúk városában a század vége felé a szabadságharc veteránjainak egyesülete elnökké választotta. Kiváló szónokként, negyvennyolcas érzületű emberként nem kevés összeget gyűjtött össze a támasz nélkül maradt idős harcosoknak.
Az igen gyakorlatias Simay 1884 decemberében nagy anyagi erőfeszítések árán megnyitotta az aradi fürdőt, amely a történelmi Magyarország vidéki városaiban az egyik legjobban felszerelt és legkorszerűbb higiéniai intézetnek számított. Az alacsony áraknak köszönhetően igazi népfürdővé vált. Legolcsóbb az uszoda volt, de a masszírozással, zuhanyozóval, tornaeszközökkel ellátott vízgyógyfürdőért, valamint a villany-, vas- és iszapfürdőért sem kellett sokat fizetni. Az intézet a két világháború között se vesztett népszerűségéből, borbélyműhelye, fodrászata, kávézója is mindig tele volt.
Az aradi Kossuth-szobor felállítását az 1884-ben alakult Kossuth Asztaltársaság kezdeményezte. Az alapkőletételnél jelen voltak az akkor még élő 1848-as aradi honvédek, köztük Simay István, a Honvédegyletek Országos Szövetségének tiszteletbeli elnöke. A szobor ünnepélyes leleplezésére 1909. szeptember 19-én került sor.
Cikkeiben - amelyek főleg a pedagógiai szaklapokban jelentek meg - didaktikai és felnőttoktatási kérdésekkel foglalkozott: Néptanítók Lapja (1872, 1878); Szabadság (1879, Nagyvárad); Pedagógiai Szemle (1880); Pedagógiai Plutarch (1888), stb.
Fő munkái: A felnőttek oktatásának reformja hazánkban… (Arad, 1875); Földirat (népiskolák számára) 4 kötetben. 1877.
Kisebb közleményei: Milyennek kell lenni a tanításnak, hogy a tanuló elméjét világosítsa, szívét képezze és az iskola ne legyen a félelemnek, hanem a vonzalomnak helye? (4 arannyal jutalmazott pályamű, mely a Tanodai lapok 1866. évfolyamában jelent meg.) Írt a Népnevelők Lapjába is. — Gyűlési beszédei az „Aradvidéki Tanítóegylet“ évkönyveiben, az „Egyetemes gyűlés” naplóiban és a Magyar Néptanító első és harmadik évfolyamában jelentek meg.